# Nowa Synagoga w Pińczowie
Nowa Synagoga w Pińczowie – nieistniejąca synagoga znajdująca się w Pińczowie, przy ulicy Złotej.

## Opis
Synagoga została zbudowana pod koniec XVIII w. Ściany zewnętrzne do poziomu nadproży okiennych podparte przyporami, górą podzielone pilastrami. W ścianach bocznych umieszczono po trzy okna, a w szczytowej dwa i między nimi okulus. Całość przekryto dachem dwuspadowym z trójkątnymi szczytami.
Sala główna na planie prostokąta, z osią długą wschód-zachód, przekryta stropem płaskim z pobielonych desek. Gładka ściana szczytowa. Ściany boczne podzielone parami pilastrów, górą ponad głowicami przechodziły w płaskie lizeny. W ścianie wejściowej nad drzwiami wnęka na całą szerokość sali z półkolistym otworem podpartym szerokim filarem, który łączył babiniec z salą. Aron ha-kodesz w obramieniu dwóch kolumienek niosących trójkątny tympanon z Tablicami Przykazań. Bima była ośmiobocznym podium otoczonym niską drewnianą balustradą.
Podczas II wojny światowej hitlerowcy doszczętnie zdewastowali synagogę. Zaraz po zakończeniu wojny jej ruiny zostały rozebrane.